# Международный аэропорт имени Мои

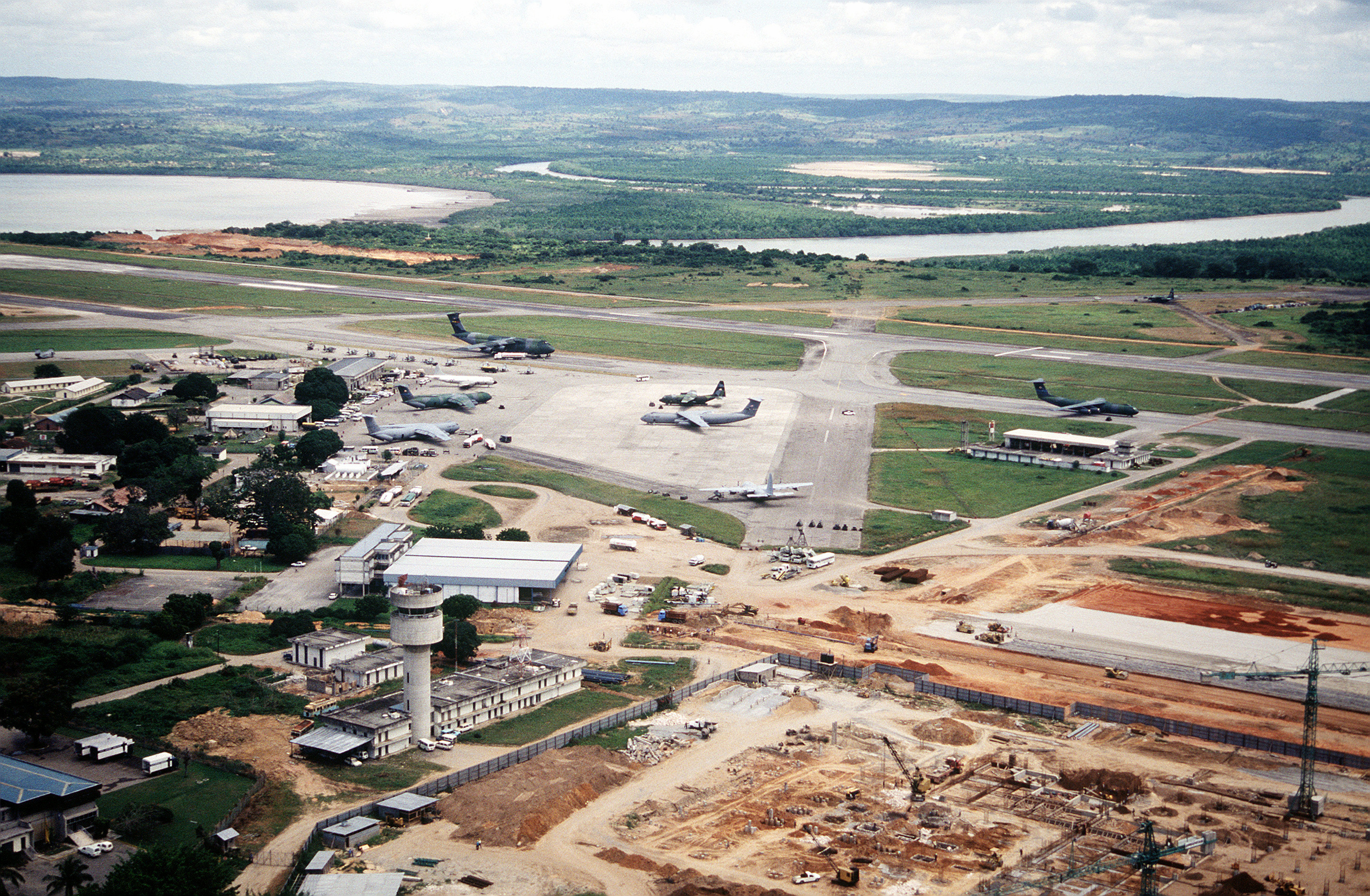
Строительные работы в аэропорту, 1994 год.

Международный аэропорт имени Мои (англ. Moi International Airport) — международный аэропорт в Момбасе, втором по величине городе Кении. В 2020 году Международный совет аэропортов назвал международный аэропорт имени Мои — «Лучшим аэропортом Африки» (с менее чем 2 миллионами пассажиров в год).

## История
Аэропорт был построен во время Второй мировой войны инженерным корпусом южноафриканской армии. Во время войны он использовался морской авиацией в качестве наземной базы британского Восточного флота, который с 1942 года базировался в соседней гавани Килиндини, Королевскими военно-воздушными силами (штаб-квартира в Восточной Африке и 246-е крыло КВВС), на вооружении которых находились противолодочные гидросамолёты «Каталина», а также ВВС ЮАС, участвовавшие в боевых действиях против Италии в Абиссинии. В тот момент он носил название аэропорт Порт-Рейц (англ. Port Reitz Airport).
Аэропорт Момбасы был расширен до международного аэропорта в 1979 году. Услуги по техническому обслуживанию частных самолетов, а также легких и средних коммерческих самолетов  предоставляются в государственных и частных ангарах компанией Benair Aircraft Engineering, имеющей лицензию Управления гражданской авиации Кении. 
Компания Benair Engineering построила свой первый частный ангар для обслуживания самолетов в 1997 году в качестве временного сооружения, и он используется до сих пор. Ангар расположен рядом с правительственным ангаром, построенным для обслуживания самолетов Catalina во время 11-й мировой войны в рамках военных действий Великобритании в Восточной Африке. Benair был основным предприятием по техническому обслуживанию самолетов с момента его основания на побережье Кении, название компании основано на имени главного инженера Джеффри Бенальи. Основными заказчиками являются Dorenair, Dodsons International, Bluesky Aviation, Precision Air (Танзания) и Mombasa Air Safari.
Начиная с 18 августа 1992 года, международный аэропорт Мои использовался в качестве штаб-квартиры регионального штаба Центрального командования ВС США для операции «Оказание помощи» до 4 декабря того же года, когда она была объединена с операцией «Восстановление надежды». Первоначальное развертывание персонала Центрального командования США включало специалистов по тактической связи из Объединенного элемента поддержки связи.
С июля по сентябрь 1994 года международный аэропорт имени Мои почти постоянно использовался в качестве заправочной станции во время гуманитарной миссии Operation Support Hope в Руанде. Пустые грузовые самолеты Lockheed C-141 Starlifter и Lockheed C-5 Galaxy, возвращавшиеся в Европу, останавливались в Момбасе из-за нехватки топлива во внутренних районах Африки. Воздушные перевозки через Момбасу прекратились к октябрю из-за работ по расширению взлетно-посадочной полосы.

## Обзор
Международный аэропорт имени Мои обслуживает город Момбаса и близлежащие населенные пункты. Расположен примерно в 425 км к юго-востоку от международного аэропорта имени Джомо Кениаты, крупнейшего и самого загруженного аэропорта в Кении. Аэропорт Момбасы находится в ведении Администрации аэропортов Кении. Назван в честь бывшего президента Кении Даниэля арапа Мои во время его пребывания в должности.
Расположен на высоте 61 метра над уровнем моря, в аэропорту есть две взлетно-посадочные полосы: длина взлетно-посадочной полосы 1 составляет 3350 метров, а длина взлетно-посадочной полосы 2 составляет 1260 метров. Взлетно-посадочная полоса 1 также известна как взлетно-посадочная полоса 03/21, а взлетно-посадочная полоса 2 также известна как взлетно-посадочная полоса 15/33. Взлетно-посадочная полоса 1 оборудована курсо-глиссадной системы.
В аэропорту два терминала. Терминал 1 в основном используется для международных рейсов, а Терминал 2 — для внутренних рейсов. Некоторые авиакомпании, такие как Kenya Airways, используют Терминал 1 как для внутренних, так и для международных рейсов.
В сентябре 2018 года было подтверждено, что Qatar Airways будет выполнять четыре еженедельных рейса в Момбасу на Airbus A320. Первый рейс был совершён 11 декабря 2018 года, время полета из Дохи составило чуть более 6 часов.

## Авиакомпании и направления

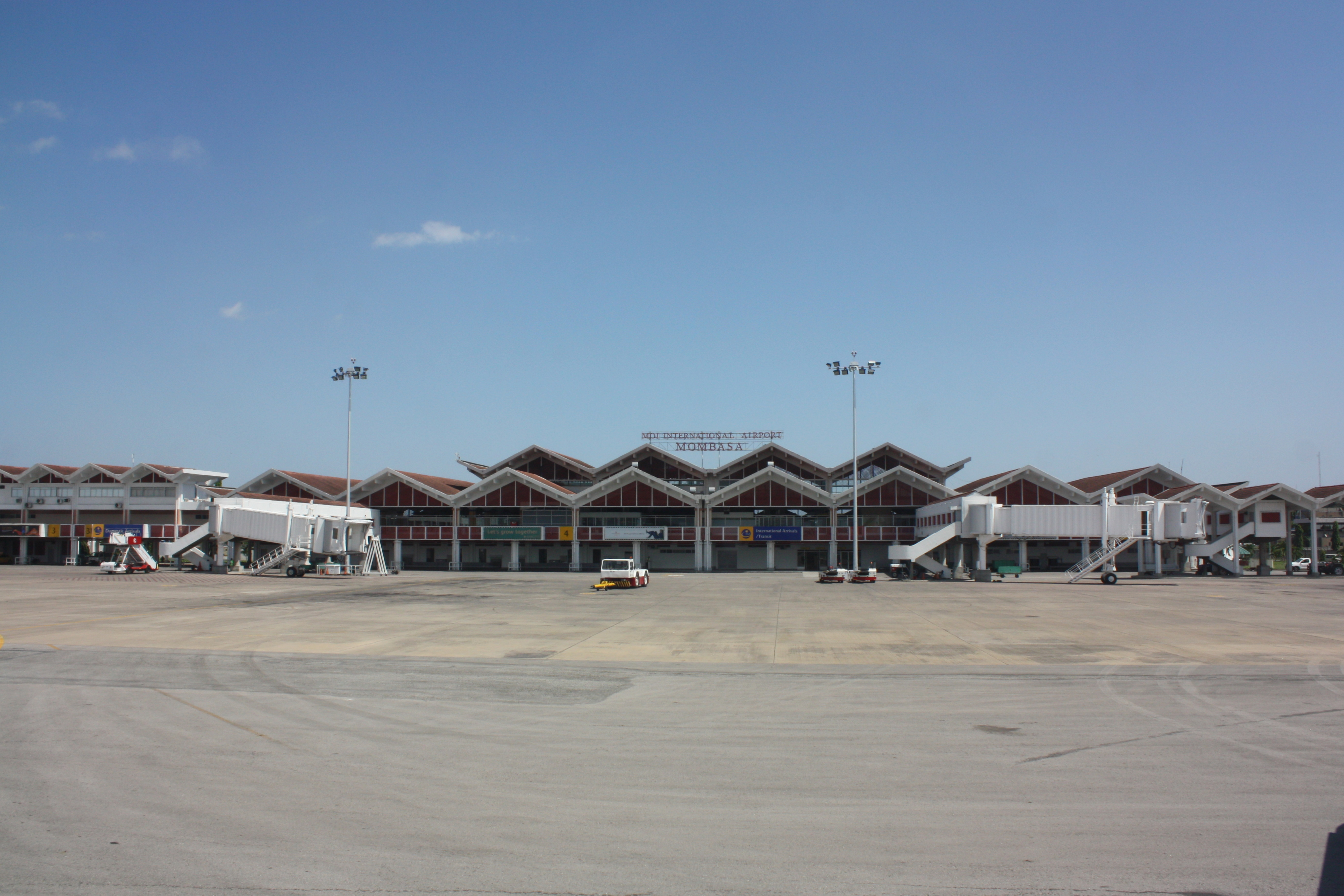
Вид на терминал с ВПП

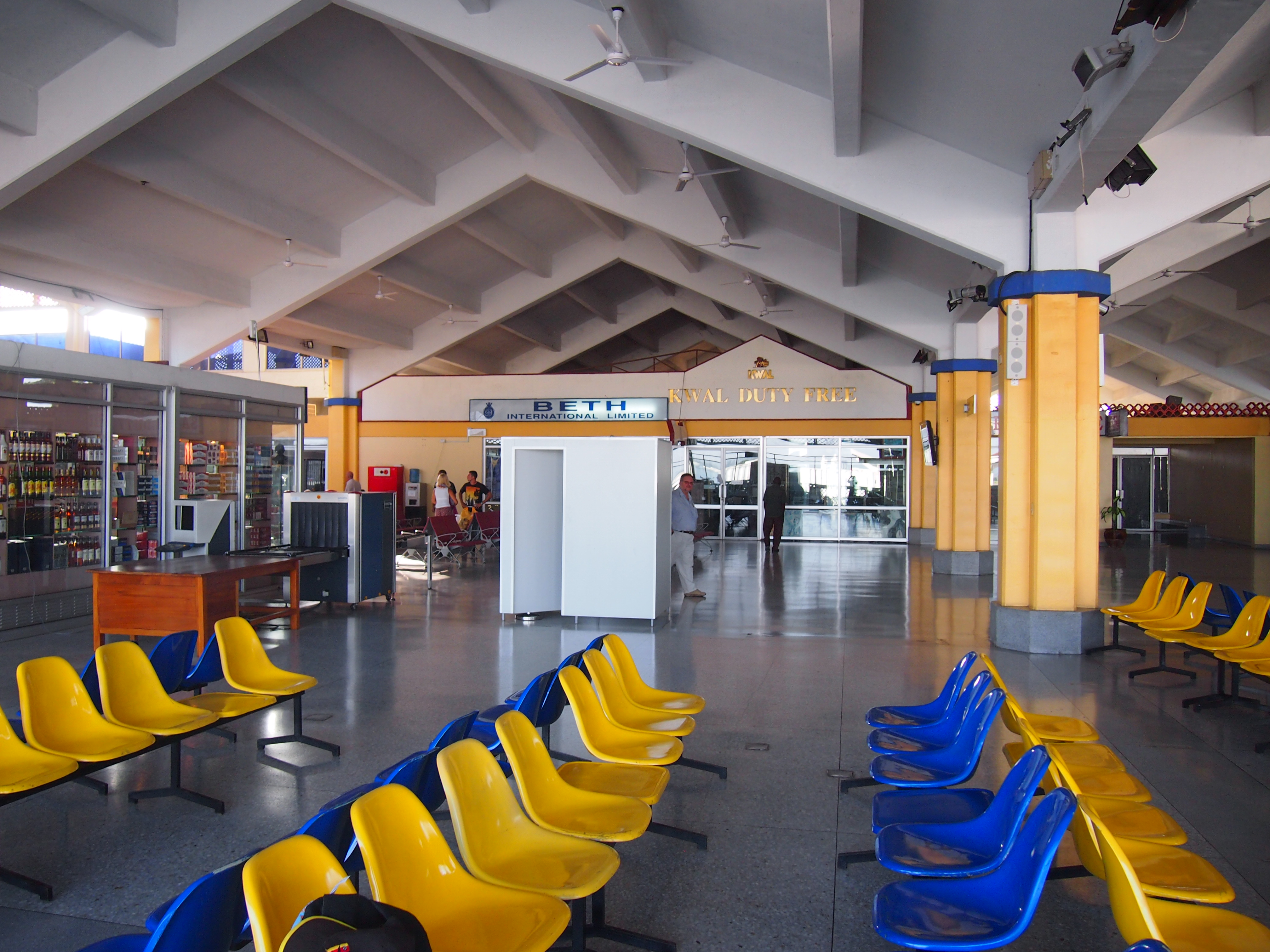
Зал ожидания аэропорта

Комментарий
1: Рейсы авиакомпании Condor из Франкфурта в Момбасу делают остановку на Занзибаре. Однако авиакомпания не имеет права перевозить пассажиров только между Занзибаром и Момбасой..

## Статистика
Данные из запроса в Викиданные.